# Mario Colombo
Mario Colombo (Busto Arsizio, 28 luglio 1934) è un ex calciatore italiano.
Ha giocato in Serie A vestendo la maglia di Pro Patria e Lazio.

## Palmarès

### Club

#### Competizioni nazionali
- Serie C: 1

Pro Patria: 1959-1960
- Coppa Italia: 1

Lazio: 1958